# ウィルマ・サラス
ウィルマ・サラス（Wilma Salas、1991年3月9日 - ）は、キューバの女子バレーボール選手。ポジションはアウトサイドヒッター。元キューバ代表。

## 来歴

### クラブチーム
サンティアーゴ・デ・クーバ出身。2007年、Santiago De Cubaへ入団。2014/15シーズンにアゼルバイジャンのラビタ・バクーへ入団し、アゼルバイジャンリーグで優勝、欧州チャンピオンズリーグに出場した。2015/16シーズンはトルコのÇanakkale Belediyesporへ移籍し、トルコリーグ6位となった。2016/17シーズンはHalkbank Ankaraへ移籍し2年間プレーした。2018/19シーズンはイタリアセリエA1のCuneo Granda Volleyと契約し1年間プレーした。2019/20シーズンはポーランドのグルパ・アゾティ・チェミック・ポリツェへ移籍し、タウロンリーガでは2連覇、欧州チャンピオンズリーグで5位の成績をおさめた。2021/22シーズンはギリシャのOlympiacosへ移籍し、ギリシャリーグでは2年連続で準優勝した。2023/24シーズンはトルコのベシクタシュと契約した。

### 代表チーム
2008年、アンダーカテゴリーの代表としてパンアメリカンカップに出場。2009年、シニアのキューバ代表に初選出され、モントルーバレーマスターズでデビュー。同年の北中米選手権で銅メダルを獲得した。2010年、日本で開催された世界選手権に出場した。2011年、2011年バレーボール女子北中米選手権で銅メダルを獲得した。2012年、ロンドン五輪世界最終予選では全参加選手9位の80得点をあげる活躍をみせるもチームは6位に終わった。同年のワールドグランプリに出場し6位となった。

## 球歴
- 世界選手権 - 2010年
- ワールドグランプリ - 2011年、2012年
- 北中米選手権 - 2009年、2011年

## 所属クラブ
- Santiago De Cuba（2007-2012年）
- ラビタ・バクー（2014-2015年）
- Çanakkale Belediyespor（2015-2016年）
- Halkbank Ankara（2016-2018年）
- クーネオ・グランダ・バレー（2018-2019年）
- グルパ・アゾティ・チェミック・ポリツェ（2019-2021年）
- Olympiacos（2021-2023年）
- ベシクタシュ（2023-2024年）
- ローマ・バレー（2024年-）